# Pico Rayna Knyaginya

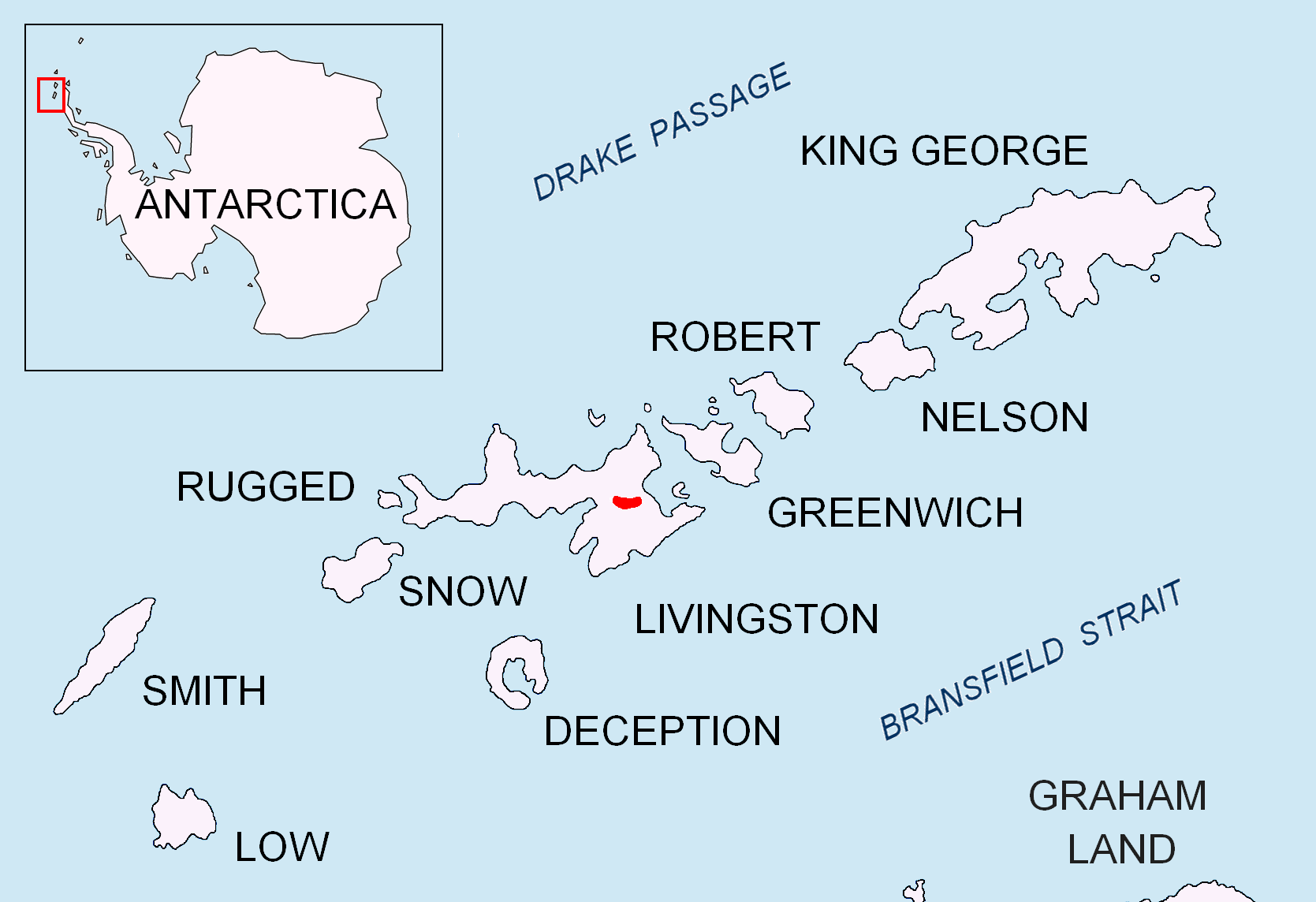
Localização de Bowles Ridge, na ilha de Livingston, nas ilhas Shetland do Sul.

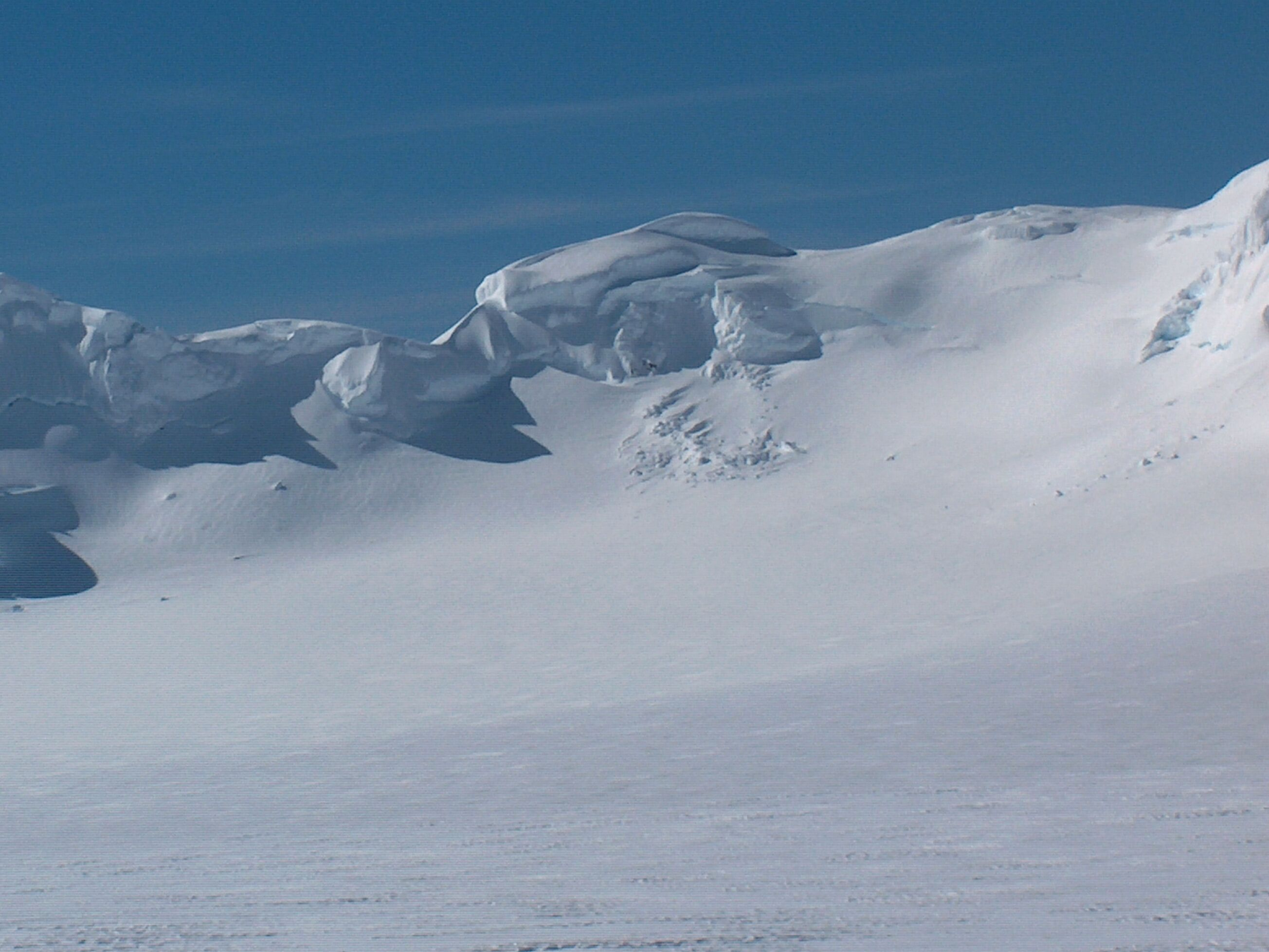
Pico de Rayna Knyaginya do Portão de Orfeu.

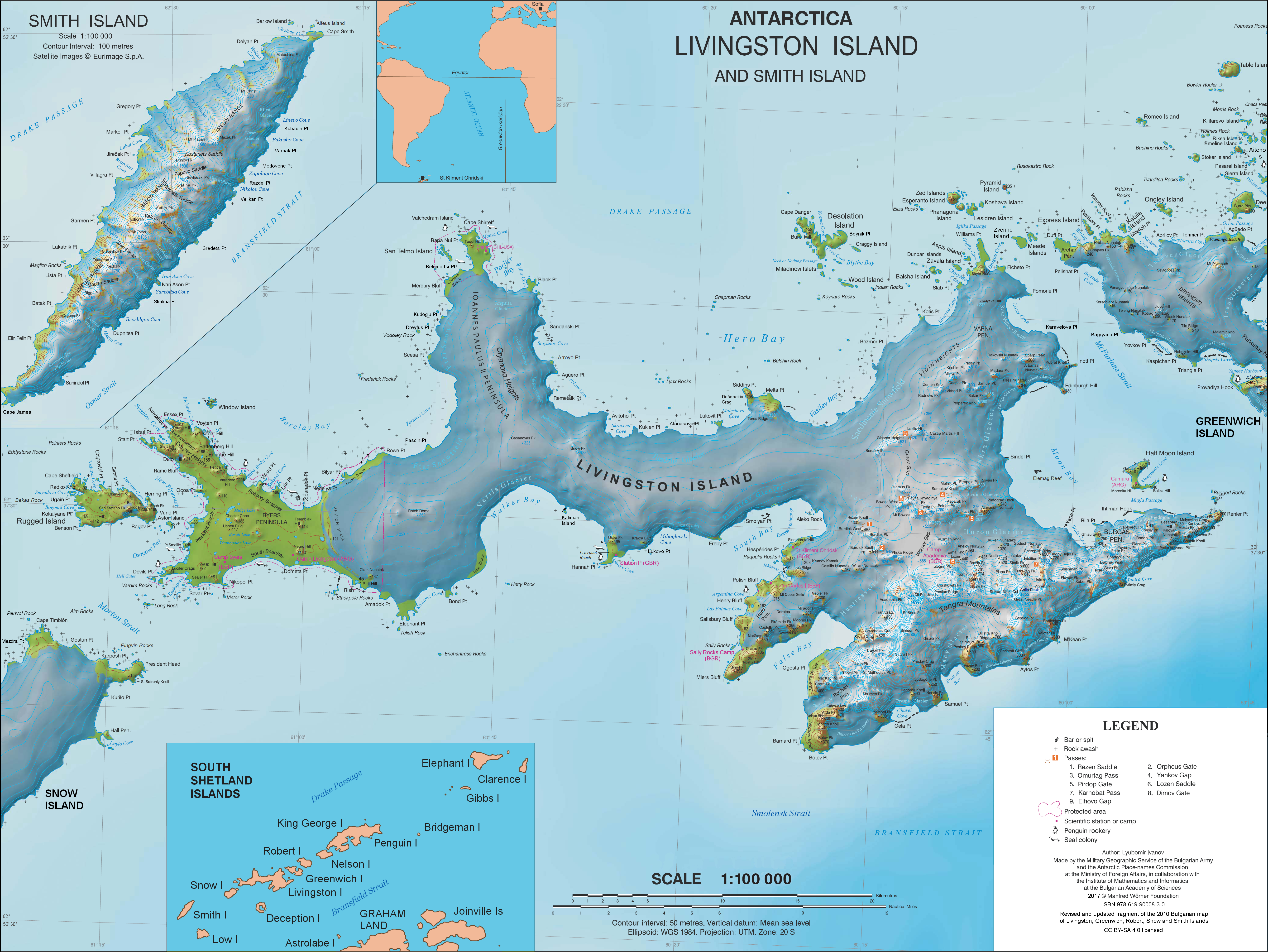
Mapa topográfico da ilha Livingston e Smith.

Pico Rayna Knyaginya  (em búlgaro:  връх Райна Княгиня) é um pico de altitude de 680 m no oeste de Bowles, na ilha de Livingston, nas ilhas Shetland do Sul, na Antártica . Superando a geleira Perunika ao sul e noroeste e a geleira Kaliakra ao nordeste.
O pico tem o nome de Rayna Knyaginya (pseudônimo de Rayna Futekova, 1856-1917), heroína do movimento de libertação búlgaro.

## Localização
O pico está localizado a 62° 36′ 45″ S, 60° 12′ 49″ O.(pesquisa topográfica búlgara Tangra 2004/05, e mapeamento em 2005 e 2009).

## Mapas
- LL Ivanov et al. Antártica: Livingston e Greenwich, Ilhas Shetland do Sul . Escala 1: 100000 mapa topográfico. Sofia: Comissão Antártica de Nomes de Lugares da Bulgária, 2005.
- LL Ivanov. Antártica: Ilhas Livingston e Greenwich, Robert, Snow e Smith . Escala 1: 120000 mapa topográfico. Troyan: Fundação Manfred Wörner, 2009. ISBN 978-954-92032-6-4
- Banco de dados digital antártico (ADD). Escala 1: 250000 mapa topográfico da Antártica. Comitê Científico de Pesquisa Antártica (SCAR). Desde 1993, regularmente atualizado e atualizado.
- LL Ivanov. Antártica: Livingston Island e Smith Island . Escala 1: 100000 mapa topográfico. Fundação Manfred Wörner, 2017. ISBN 978-619-90008-3-0 ISBN   978-619-90008-3-0